# Rejon Studentski
Rejon Studentski (bułg. Район Студентски) – rejon w obwodzie miejskim Sofii, w Bułgarii. Populacja wynosi od 28 300 do 82 300 mieszkańców (w zależności od pory roku, ponieważ rejon ten w dużej mierze zamieszkały jest przez studentów sofijskich uczelni).